# Aleksander Dalzeel
Aleksander Dalzeel (ur. ok. 1662 w Portpatrick w Szkocji, zm. 5 grudnia 1715 w Londynie) – szkocki pirat i kaper w służbie francuskiej z przełomu XVII i XVIII w.

## Młodość
Aleksander urodził się w Portpatrick na południowo-zachodnim wybrzeżu Szkocji. Bardzo wcześnie opuścił dom i został żeglarzem, a już w wieku 23 lat miał swój własny statek i sześć pomyślnie zakończonych nim rejsów.
Podczas jednej z podróży, w 1685 roku dotarł na Madagaskar, gdzie spotkał innego początkującego pirata – Henry Every'ego, – pod którym ostatecznie rozpoczął piracką karierę. Dalzeel miał szczęście, gdyż już w 1695 Every napadł na hinduski statek handlowy Ganj-I-Sawai, przewożący ogromne bogactwa (m.in. metale szlachetne i klejnoty o łącznej wartości ~600 tys. £), które rozdzielił pomiędzy całą załogę.
Dalzeel dostał także od Every'ego własny statek i załogę, ale jeszcze przez pewien czas pozostawał pod rozkazami swojego dobroczyńcy. W końcu jednak drogi obydwu piratów rozeszły się i Alexander wyruszył na Karaiby.

## Piracka kariera
Początkowo Dalzeel nie miał szczęścia w Indiach Zachodnich, ale gdy zapasy były już na wyczerpaniu dostrzeżono okręt, który szybko okazał się hiszpańskim tzw. galeonem wojennym. Mimo że jednostka piracka była mniejsza i znacznie gorzej uzbrojona Aleksander Dalzeel postanowił zająć hiszpański okręt.
Hiszpanie również zobaczyli wrogi okręt, ale kapitan uznał, że jest zbyt mały aby zagrozić jego galeonowi. Dzięki temu piraci Dalzeela bez przeszkód zdołali zbliżyć się do Hiszpanów, a kapitan wywiercił dziurę w dnie, tak aby piraci nie mieli odwrotu i walczyli na śmierć i życie o galeon. Hiszpanie tymczasem zrezygnowali z wystawienia wart i zostali wzięci przez zaskoczenie. Cały galeon został opanowany w krótkim czasie, a zdumiony kapitan poddał się w swojej kajucie.
Zdobycznym okrętem Dalzeel popłynął do Port Royal na Jamajce, gdzie odebrał od gubernatora nagrodę. Wkrótce jednak szczęście opuściło pirata.
Niedługo po opuszczeniu Jamajki piraci podjęli próbę opanowania hiszpańskiego konwoju, ale Dalzeel wraz z całą załogą został zmuszony do poddania się przez eskortujący konwój potężny okręt wojenny typu man-of-war. Ponieważ piraci nie stawili oporu, uniknęli niewolnictwa i skazania na ciężkie roboty, a jedynie wysadzono ich – zresztą zgodnie z pirackim kodeksem – na stały ląd.
Dalzeel'owi udało się jednak dość szybko powrócić na Jamajkę, gdzie zaopatrzył się w nowy okręt i wyruszył łupić wybrzeże Kuby. Tym razem także nie dopisało mu szczęście i ponownie został złapany przez Hiszpanów, którzy odstawili go do Hawany. Pechowy pirat został tam skazany na śmierć przez powieszenie na morzu. Podczas egzekucji zdołał jednak uciec strażnikom i przedostać się na brzeg.
Niebawem też spotkał grupę innych piratów, których namówił do zdobycia okrętu, z którego właśnie uciekł. Zdobycznego statku nie udało się jednak odstawić do Port Royal, ponieważ Dalzeela zaskoczyła burza u brzegów Jamajki, która zatopiła okręt. Sam kapitan przeżył sztorm, dzięki schronieniu się w łodzi.

## W służbie francuskiej
Tymczasem, w Europie wybuchła wojna o hiszpańską sukcesję. Aleksander Dalzeel zgodził się na propozycję  Francuzów, którzy słysząc o jego dokonaniach na Karaibach, zaproponowali mu status korsarza. Tym razem Szkot działał przez długi czas całkiem pomyślnie przeciwko jednostkom brytyjskim i holenderskim, ale w końcu w 1712 został schwytany i odesłany do Wielkiej Brytanii. Tam został osądzony za zdradę i skazany na najokrutniejszą ówczesną karę: powieszenie i poćwiartowanie. Los jednak zgotował kapitanowi Dalzeelowi nieoczekiwaną pomoc: wstawił się za nim John Erskine earl Mar (z pochodzenia również Szkot) i wyprosił o łaskę królewską dla korsarza.

## Śmierć
Po uwolnieniu Dalzeel ponownie wyruszył na morze i tym razem zdobył okręt francuski. Pojmanej załodze powiązał szyje z ich butami i wyrzucił za burtę, aby zobaczyć jak się topią. Za ten czyn znów zaczęto go ścigać i aresztowano w Szkocji. Stamtąd został przetransportowany do Londynu i powieszony 5 grudnia 1715.

## Ciekawostka
- Podczas swojego życia Aleksander Dalzeel był aż trzykrotnie skazywany na karę śmierci przez powieszenie:
  - ok. 1696–1700 – przez Hiszpanów: skazany za piractwo, ale uciekł;
  - 1712 – przez Brytyjczyków: skazany za zdradę (kara obejmowała ponadto: wyprucie wnętrzności, ścięcie i poćwiartowanie), ale został ułaskawiony przez króla;
  - 1715 – przez Brytyjczyków: skazany za zbrodnie na morzu; wyrok wykonano.